# Mandy Gieler

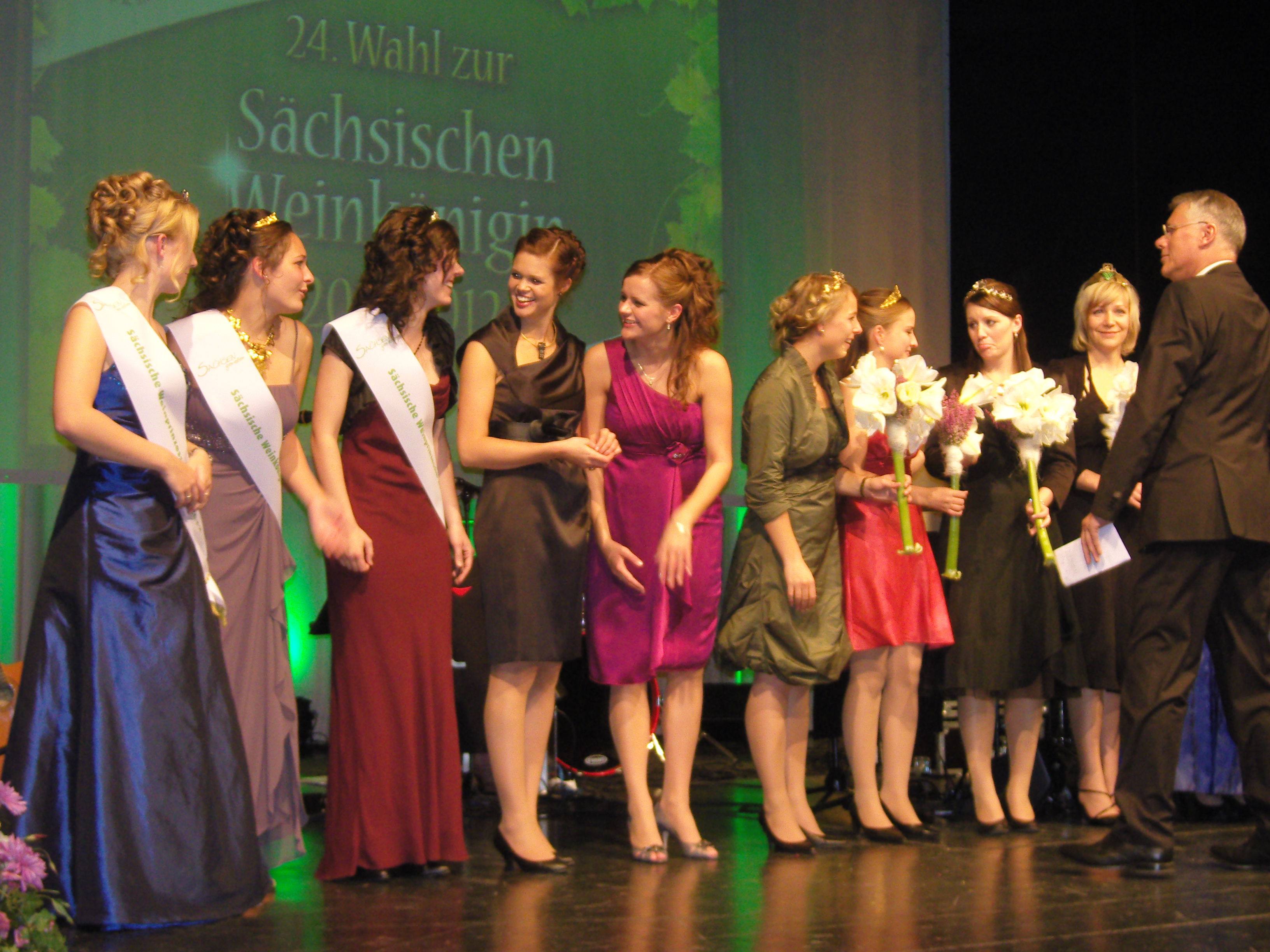
Mandy Großgarten (als vierte von links) bei der Wahl der Sächsischen Weinkönigin 2011/2012

Mandy Gieler (geb. Großgarten; * 14. Oktober 1987 in Bad Neuenahr-Ahrweiler) aus Dernau im Weinanbaugebiet Ahr wurde am 8. Oktober 2010 in Neustadt an der Weinstraße als Nachfolgerin von Sonja Christ aus dem Weinanbaugebiet Mosel zur 62. Deutschen Weinkönigin gewählt. 

## Familie
Mandy Großgarten stammt aus einer Familie, in der Weinbau seit mehreren Generationen im Nebenerwerb betrieben wird. Die Familie ist in der Genossenschaft Dagernova aktiv und bewirtschaftet eine Rebfläche von einem Hektar, die vorwiegend mit Spätburgunder bestockt ist.

## Ausbildung
Von 1994 bis 1998 besuchte Mandy Großgarten die St.-Martin-Grundschule in Dernau und danach bis 2007 das private Gymnasium der Ursulinen Kalvarienberg in Bad Neuenahr-Ahrweiler. Im Wintersemester 2007 begann sie ein Studium der Chemie mit Materialwissenschaften an der Hochschule Bonn-Rhein-Sieg, das sie während ihrer Zeit als Weinkönigin unterbrach. Unmittelbar nach Ende der Amtszeit nahm sie im Oktober 2011 ihr Studium an der Westfälischen Wilhelms-Universität in Münster wieder auf mit dem Ziel des Masters in Wirtschaftschemie. Anschließend wurde sie an der WWU Münster unter Doktorvater Uwe Karst promoviert.

## Karriere
Seit Juli 2022 ist sie Professorin für Nachhaltige Materialwissenschaften/insbesondere Polymere und Verbundwerkstoffe an der H-BRS.

## Zeit als Weinkönigin
Sie war in den Jahren 2009/2010 zunächst Gebietsweinkönigin der Ahr, bevor sie sich zur Wahl der deutschen Weinkönigin stellte. Als Weinprinzessinnen standen ihr während ihrer zwölfmonatigen Amtszeit Katja Bohnert (Baden) und Melanie Unsleber (Franken) zur Seite.